# Iulian Erhan
Iulian Erhan (n. 1 iulie 1986, Chișinău) este un fotbalist moldovean care evoluează la clubul Milsami Orhei în Divizia Națională, pe postul de fundaș.

## Palmares
Zimbru Chișinău
- Divizia Națională

Vicecampion (1): 2006–07
Locul 3 (1): 2011–12
- Cupa Moldovei (2): 2006–07, 2013–14
- Supercupa Moldovei (1): 2014

Zimbru 2 Chișinău
- Divizia „A” (2): 2004–05, 2005–06